# Diktegroei

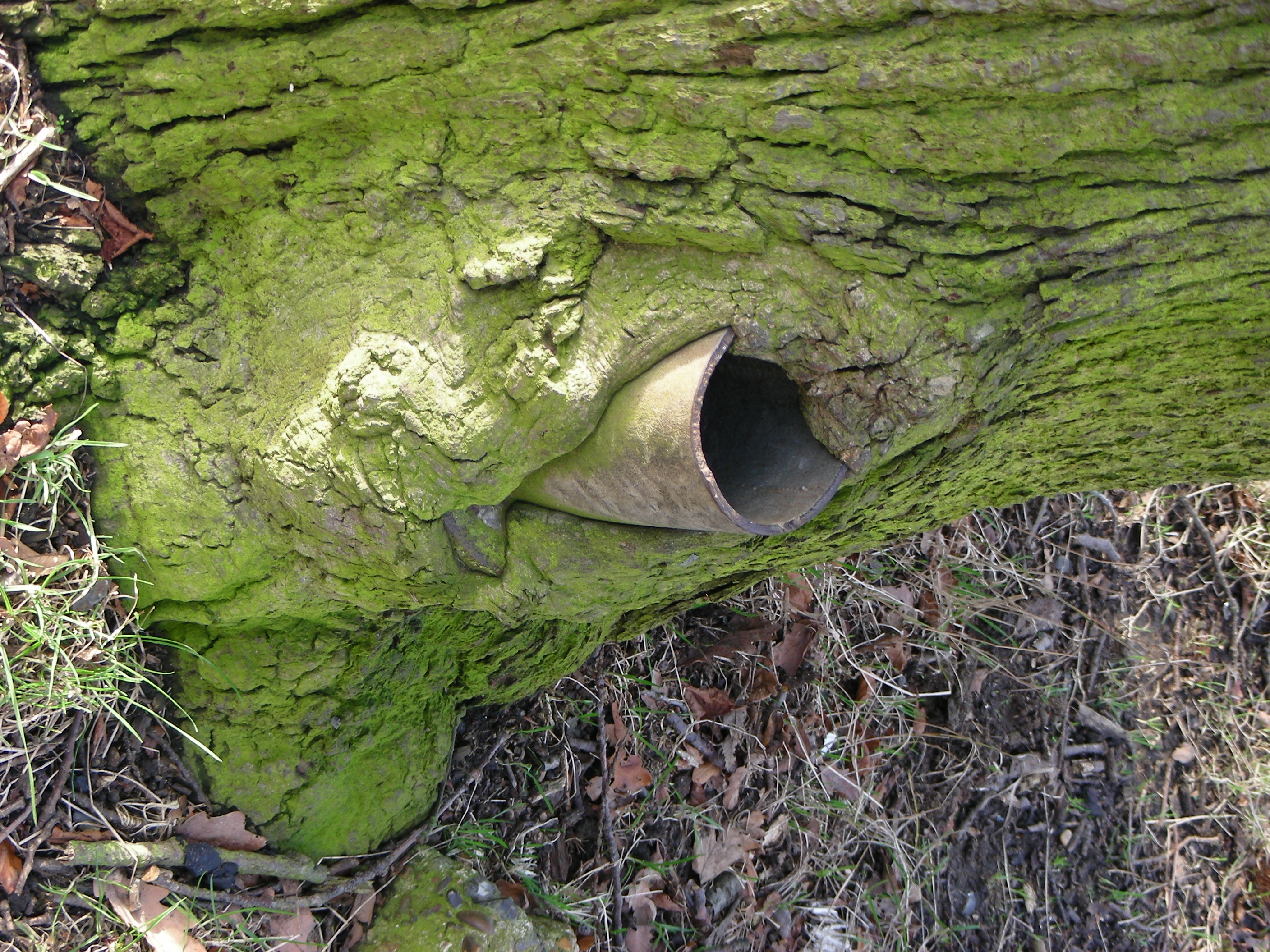
Diktegroei bij een boom, waarbij een afgezaagde paal omgroeid wordt.

Bij de diktegroei van een plant neemt de omvang van de stengel en de wortel in de breedte toe door uitbreiding en vergroting van het aantal cellen in de breedte van een plant. Dit geeft naast een grotere stabiliteit een grotere transportcapaciteit voor water en voedingsstoffen.

## Primaire diktegroei
In de top van de stengels bevindt zich het groeipunt van de lengtegroei. Helemaal aan de top bevinden zich uitsluitend deelvaardige cellen, het primaire topmeristeem; hier vindt groei plaats begeleid door celdeling (plasmagroei en celvermeerdering). Iets onder de top, dus in een iets ouder deel, liggen ook cellen die niet meer deelvaardig zijn; dit is het celstrekkingsgebied; hier groeien de cellen enorm in de lengte uit, maar ook in de breedte. In de cellen ontstaat een grote centrale vacuole. Deze diktegroei heet primaire diktegroei. Deze groei gaat niet gepaard met celdeling. De breedte van de primaire stengel wordt zodoende al op enkele millimeters afstand van het topmeristeem vastgelegd. Wanneer het groeipunt van een plant zich verbreed heeft, is er sprake van een cristaat.
Maar er blijft een ring van deelvaardig weefsel over, de primaire meristeemring.
Weer iets lager ziet men dat de meristeemring uiteen is gevallen in losse strengen, die mooi in een cirkel liggen. Dit zijn de procambiumstrengen. Hieruit zullen zich de vaatbundels ontwikkelen.
Weer iets lager ontstaat er verschil tussen de buitenste helft en de binnenste helft van de procambiumstrengen. Van buiten naar binnen veranderen de procambiumcellen in bastweefsel (primair floëem) en van binnen naar buiten veranderen ze in houtweefsel (primair xyleem). In het midden blijft een dun laagje procambium over. Na enige tijd verandert dit in cambium, en begint de secundaire diktegroei.
Bij de verdere groei van de plant neemt dikwijls ook de grootte van het topmeristeem toe, hetgeen leidt tot een verbreding van de stengel. Dit wordt wel versterkingsgroei genoemd. Bij de overgang van het vegetatieve naar het generatieve stadium wordt het topmeristeem weer smaller en ontstaat een dubbelkegelvormige stengel. Deze is vooral herkenbaar bij de eenzaadlobbigen, omdat daar meestal geen secundaire diktegroei optreedt.
Bij eenzaadlobbigen treedt meestal geen secundaire diktegroei op, omdat de vaatbundels verspreid in de stengel liggen. Ook bij veel kruidachtige planten treedt geen secundaire diktegroei op. De diktegroei bij palmen, vorming van een schijnstam, wordt veroorzaakt door de stapeling van de verhoute bladvoeten van de afgevallen bladeren.

## Secundaire diktegroei

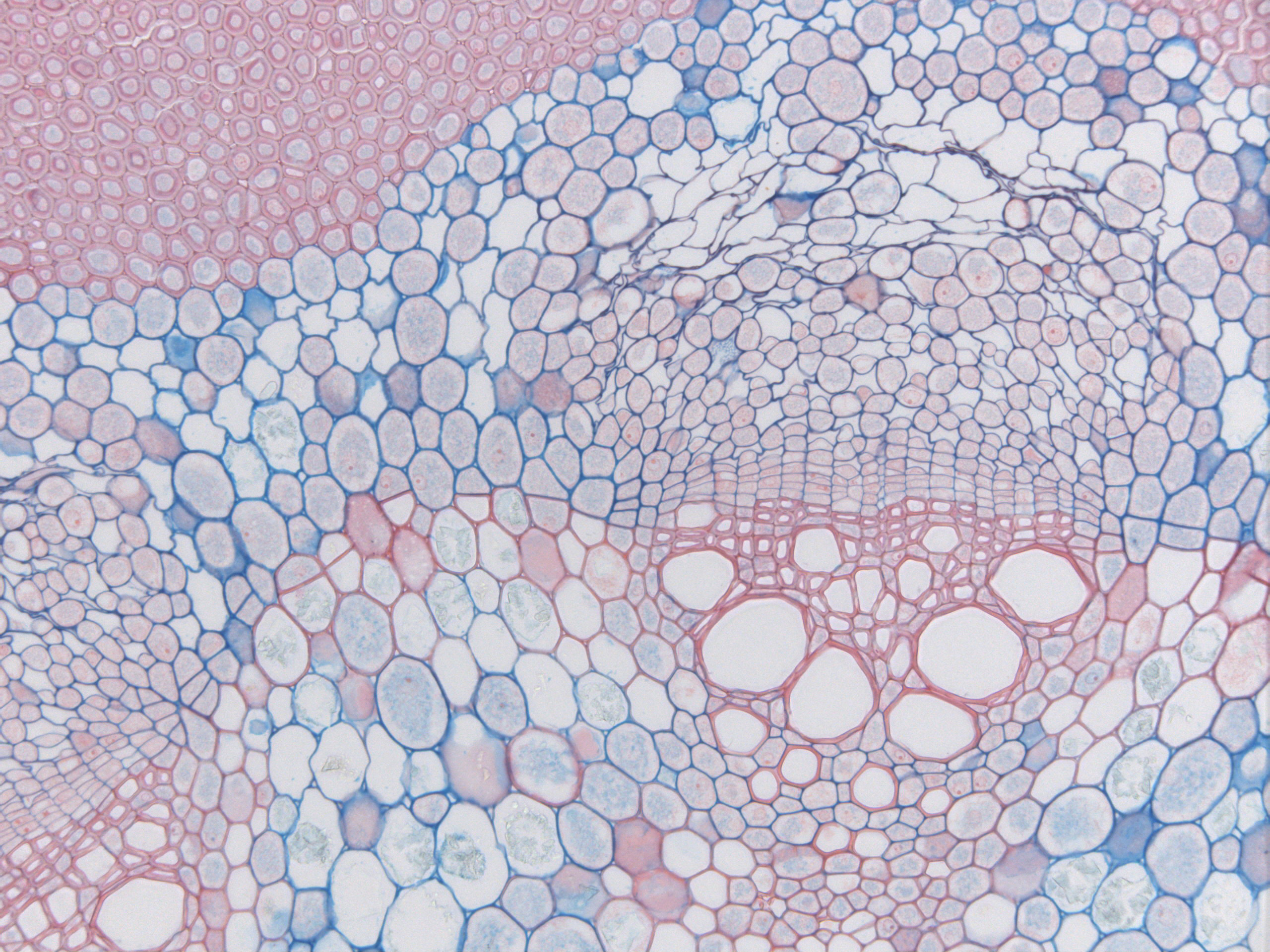
Dwarsdoorsnede van een stengel van Aristolochia macrophylla met fasciculair en interfasciculair cambium. (Bij de grote afbeelding is het mogelijk om er met de muis overheen te gaan waarbij dan de namen van de verschillende cellen getoond worden.

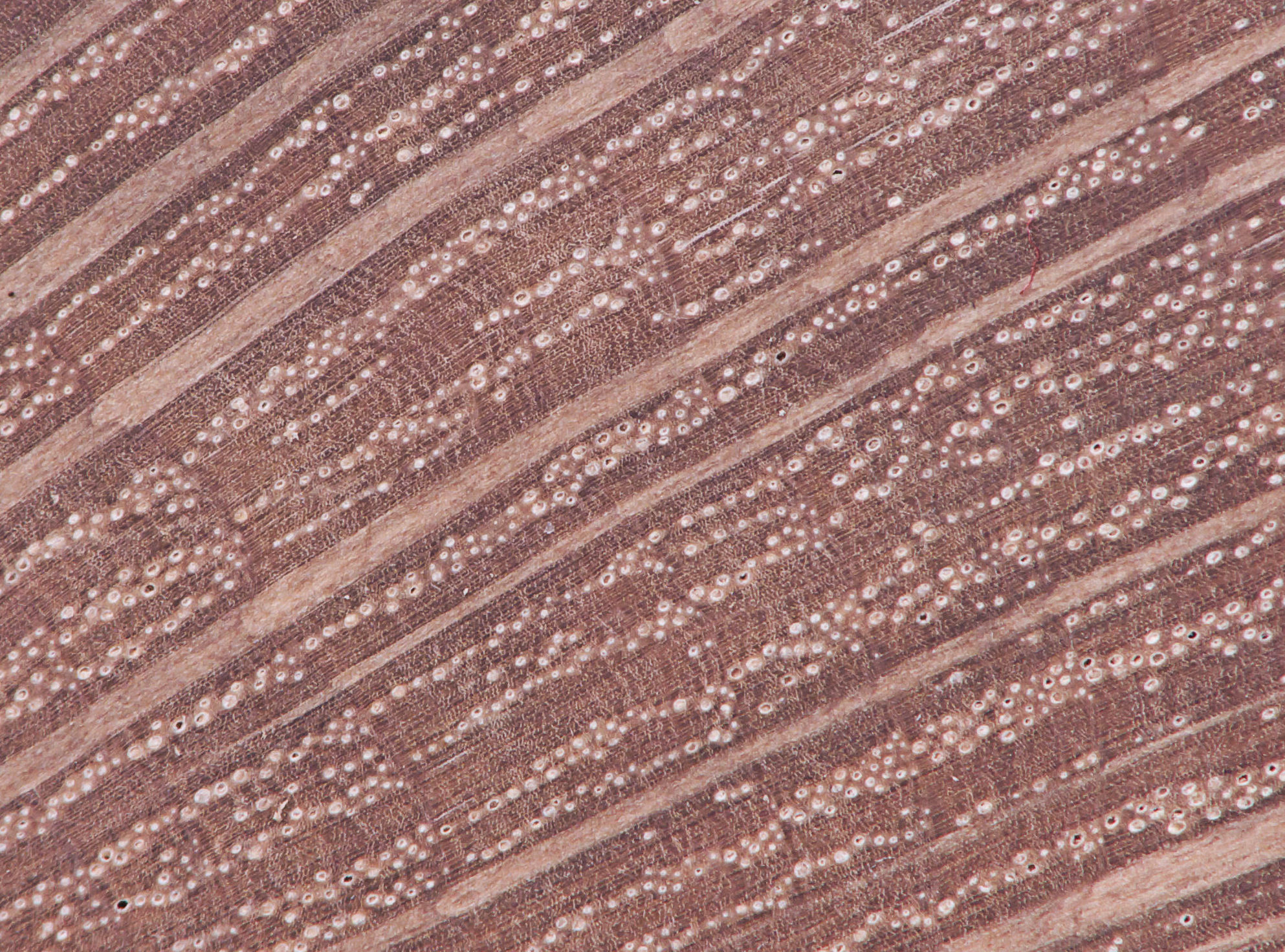
Dwarsdoorsnede steeneik

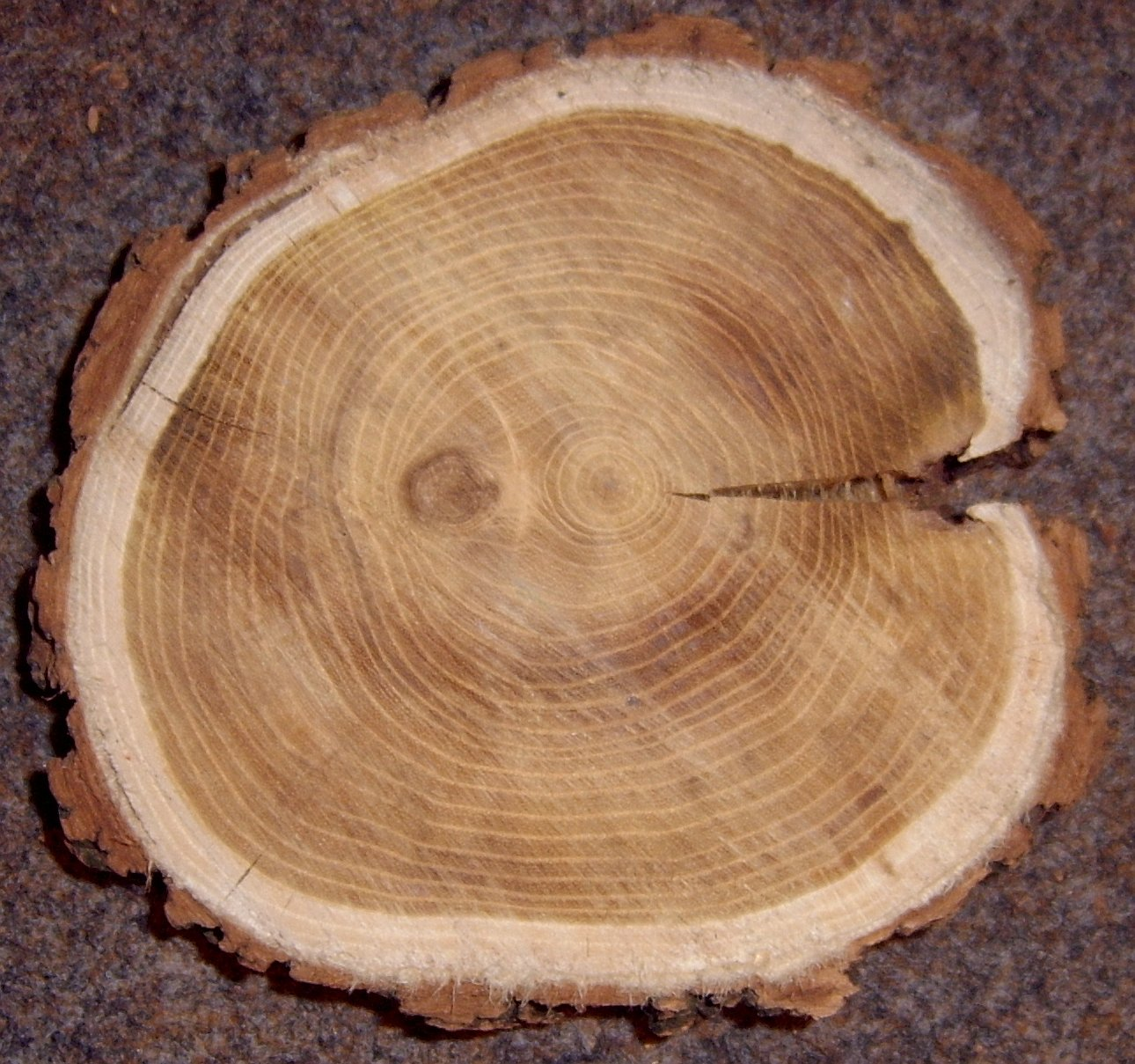
Jaarringen van Robinia

Secundaire diktegroei is de uitbreiding van het aantal cellen in de breedte van een stengel of wortel, waardoor deze dikker wordt en een grotere omtrek krijgt. Als een primaire stengel of primaire wortel dikker moet worden, kan dit niet gebeuren door vergroting van de reeds aanwezige cellen, aangezien deze voor het grootste deel uitgedifferentieerd zijn. De enige mogelijkheid nu is de productie van nieuwe cellen.
Het cambium dat verantwoordelijk is voor de secundaire diktegroei ligt bij primaire dicotyle stengels in eerste instantie tussen primair hout en primaire bast, dus in de vaatbundels. Zodra de secundaire diktegroei begint, breidt het cambium zich tussen de vaatbundels uit.
Uiteindelijk vormt het cambium een gesloten schede, de cambiumring. De fusiforminitialen, verticaal gestrekte cambiumcellen, gaan nu naar binnen toe secundair xyleem (houtcellen) en naar buiten toe secundair floëem (bastcellen) vormen. Het xyleem van naaktzadigen bestaat voor een groot gedeelte uit tracheïden en dat van de bedektzadigen uit tracheeën (houtvaten). 
Er zijn ook planten, waar de primaire meristeemring direct overgaat in cambium.

### Groeiringen
Doordat bomen afhankelijk van de groeiomstandigheden een wisselende groeisnelheid van de buitenste laag van de stam hebben, ontstaan er jaarringen. Onder gunstige omstandigheden groeit de boom snel en zijn de cellen groot en wijd; worden de omstandigheden ongunstiger dan worden ook de cellen kleiner en de laag dichter. In de winter vindt er vrijwel geen groei plaats, zeker bij loofbomen.

### Kurkcambium
Het kurkcambium bij de stengel wordt gevormd doordat collenchym- of parenchymcellen omgevormd worden in meristematisch actieve cellen. Door de diktegroei wordt de epidermis stuk getrokken en bij de stengel vervangen door het periderm, waarvan het kurkcambium een onderdeel is. Door de diktegroei en dus toename van de omtrek moeten er ook cellen in de dwarsrichting aangemaakt worden. Hiertoe maken kurkcambiumcellen  radiale deelwanden en groeien deze deelcellen uit in tangiale richting. Dit wordt dilatatie genoemd.

### Pericykel
De pericykel is een secundaire meristematische weefsellaag, die bij de oudere wortels van planten voorkomt en de hout- en zeefvaten omsluit. Het ligt tussen de endodermis en het floëem en is de buitenste cellaag van de centrale cilinder.

### Houtstralen en mergstralen
De hout- en mergstralen zorgen voor het radiale transport van water en voedingsstoffen. Ze worden gevormd door de mergstraalinitialen, dat zijn kleine, isodiametrische, kubische tot horizontaal gestrekte cambiumcellen. Begint een houtstraal direct in het merg van een stam dan wordt het een primaire houtstraal of mergstraal genoemd (zie afbeelding: Tangentiale doorsnede van een 4-jarige stam nummer 3), begint het in het xyleem en niet in het merg dan heet het een secundaire houtstraal (zie afbeelding: Tangentiale doorsnede van een 4-jarige stam nummer 4). De houtstralen lopen door het cambium tot in het floëem en worden aan die kant baststralen genoemd.

### Secundaire diktegroei bij eenzaadlobbigen
De meeste eenzaadlobbigen hebben geen secundaire diktegroei, omdat de vaatbundels niet in een ring maar verspreid liggen, kan er geen cambiumring gevormd worden. Echter sommige soorten zoals Dracaena-, Cordyline- en Yucca-soorten en Aloe dichotoma vormen een secundair cambium, dat niet een ring vormt, maar verspreid ligt en een atactostele genoemd wordt. Er worden houten bundels verspreid liggend in de stengel gevormd.

### Stengel
|  |  |  |

### Wortel
|  |  |
|  |  |